# Trude Gundersen
Trude Gundersen (* 6. Juni 1977 in Bergen) ist eine ehemalige norwegische Taekwondoin. Sie startete in der olympischen Gewichtsklasse bis 67 Kilogramm.

## Karriere
Trude Gundersen qualifizierte sich im Jahr 2000 für die Olympischen Spiele im selben Jahr in Sydney. In der Klasse bis 67 Kilogramm erreichte sie nach Siegen über Yoriko Okamoto und Sarah Stevenson das Finale gegen Lee Sun-hee, das sie mit 3:6 verlor und damit die Silbermedaille erhielt. Bei der Weltmeisterschaft im Jahr darauf in Jeju zog sie in der Klasse bis 63 Kilogramm ins Halbfinale ein. Dort schied sie gegen Kim Yeon-ji mit 4:10 aus.